# Liste des musées du pays de Galles
 (février 2019).
Le contenu est difficilement compréhensible vu les erreurs de traduction, qui sont peut-être dues à l'utilisation d'un logiciel de traduction automatique.
Cette liste des musées du pays de Galles contient des musées qui sont définis dans ce contexte comme des institutions (y compris des organismes sans but lucratif, des entités gouvernementales et des entreprises privées) qui recueillent et soignent des objets d'intérêt culturel, artistique, scientifique ou historique. leurs collections ou expositions connexes disponibles pour la consultation publique. Sont également inclus les galeries d'art à but non lucratif et les galeries d'art universitaires. Les musées virtuels ne sont pas inclus.

## Musées
| Nom                                                                                       | Ville/City           | Conté/Borough           | Région        | Type                       | Résume |
| ----------------------------------------------------------------------------------------- | -------------------- | ----------------------- | ------------- | -------------------------- | --- |
| Château de Beaumaris                                                                      | Beaumaris            | Anglesey                | North Wales   | Maison historique          | Château médiéval. |
| Beaumaris Courthouse                                                                      | Beaumaris            | Anglesey                | North Wales   | Forces de l'ordre          | website, également connu sous le nom de Llys Biwmares Beaumaris Court, date de 1614 |
| Beaumaris Gaol                                                                            | Beaumaris            | Anglesey                | North Wales   | Prison                     | Prison du XIXe siècle |
| Canolfan Ucheldre Centre                                                                  | Holyhead             | Anglesey                | North Wales   | Art                        | website, centre d'art communautaire avec galerie d'exposition d'art contemporain |
| Copper Kingdom Centre                                                                     | Amlwch               | Anglesey                | North Wales   | Local                      | website, histoire locale, cuivre et construction navale |
| Haulfre Stables                                                                           | Beaumaris            | Anglesey                | North Wales   | Transport                  | Ouverture sur rendez-vous uniquement, harnais et sellerie victorienne, chariots et voitures |
| Holyhead Maritime Museum                                                                  | Holyhead             | Anglesey                | North Wales   | Maritime                   | Situé dans une lifeboat station de 1858 , histoire maritime et sociale |
| Llynnon Mill                                                                              | Holyhead             | Anglesey                | North Wales   | Moulin                     | Moulin à vent du XVIIIe siècle |
| Menai Heritage Bridges Exhibition                                                         | Menai Bridge         | Anglesey                | North Wales   | Technologie                | website, histoire et construction du Menai Suspension Bridge est du Britannia Bridge |
| Moelfre Seawatch Centre                                                                   | Moelfre              | Anglesey                | North Wales   | Maritime                   | Aussi connu sous le nom de RNLI Gwylfan Seawatch Centre, includes a lifeboat, des artefacts maritimes, la vie marine et l'environnement ,                                                                           |
| Oriel Ynys Môn                                                                            | Llangefni            | Anglesey                | North Wales   | Multiple                   | Art, culture, histoire sociale d'Anglesey |
| Penmaenmawr Museum                                                                        | Penmaenmawr          | Conwy                   | North Wales   | Local                      | website, musée d'histoire locale et archives communautaires de Penmaenmawr |
| Plas Newydd                                                                               | Llanfairpwllgwyngyll | Anglesey                | North Wales   | Maison historique          | Exploité par le National Trust, maison du XVIIIe siècle avec intérieur des années 1930, musée militaire du 1er marquis d'Anglesey, jardin, arboretum                                                                |
| South Stack Lighthouse                                                                    | Holy Island          | Anglesey                | North Wales   | Maritime                   | Phare historique, salle des machines et expositions |
| Stone Science                                                                             | Pentraeth            | Anglesey                | North Wales   | Histoire naturelle         | Dinosaures, fossiles, roches, minéraux |
| Swtan Heritage Museum                                                                     | Rhydwyn              | Anglesey                | North Wales   | Maison historique          | website, Cottage galloise du XVIe siècle avec toit de chaume, intérieur du début du XXe siècle, expositions d'art et de vie rurale                                                                                  |
| Tacla Taid                                                                                | Rhydwyn              | Anglesey                | North Wales   | Transportation             | website, également connu sous le nom de Anglesey Transport and Agriculture Museum, automobiles, motos, véhicules utilitaires et agricoles et moteurs statiques                                                      |
| Abertillery & District Museum                                                             | Abertillery          | Blaenau Gwent           | South Wales   | Multiple                   | website, histoire locale, expositions d'époque et de ferme, mines, culture, artefacts romains |
| Bedwellty House                                                                           | Tredegar             | Blaenau Gwent           | South Wales   | Maison historique          | Résidence du Maître de forges du début du XIXe siècle et ses jardins |
| Blaina Heritage Action Group Museum                                                       | Tredegar             | Blaenau Gwent           | South Wales   | Local                      | website, histoire locale |
| Brynmawr & District Museum                                                                | Brynmawr             | Blaenau Gwent           | South Wales   | Local                      | website, histoire locale, Brynmawr Furniture Pièces de mobilier réalisées au cours de l'Brynmawr Experiment |
| Tredegar Local History Museum                                                             | Tredegar             | Blaenau Gwent           | South Wales   | Local                      | Situé dans la library, histoire locale, industrie |
| Porthcawl Museum                                                                          | Porthcawl            | Bridgend County Borough | South Wales   | Local                      | website, histoire locale |
| Château de Caerphilly                                                                     | Caerphilly           | Caerphilly              | South Wales   | Maison historique          | Château médiéval, répliques de machines de siège, expositions sur d'autres châteaux du pays de Galles |
| Llancaiach Fawr                                                                           | Nelson               | Caerphilly              | South Wales   | Living                     | 1645 period home, at the height of the English Civil War when King Charles I of England visité la maison pour persuader son propriétaire de ne pas changer son allégeance                                           |
| Winding House                                                                             | New Tredegar         | Caerphilly              | South Wales   | Local                      | website, histoire locale, mines de charbon winding engine |
| Butetown History and Arts Centre                                                          | Butetown             | Cardiff                 | South Wales   | Multiple                   | Histoire locale, culture, art |
| Cardiff Bay Visitor Centre                                                                | Cardiff              | Cardiff                 | South Wales   | Local                      | Comprend des expositions sur l’histoire et la culture locales, situées dans le Wales Millennium Centre. |
| Château de Cardiff                                                                        | Cardiff              | Cardiff                 | South Wales   | Maison historique          | Château médiéval et architecture victorienne Hôtel particulier néo-gothique |
| Cardiff Story                                                                             | Cardiff              | Cardiff                 | South Wales   | Local                      | Histoire de la ville, culture |
| Castell Coch                                                                              | Tongwynlais          | Cardiff                 | South Wales   | Maison historique          | Exploité par Cadw, château gothique victorien de la fin du XIXe siècle avec mobilier somptueux furnishings |
| Chapter Arts Centre                                                                       | Canton               | Cardiff                 | South Wales   | Art                        | Centre des arts pour l'art international, la performance et le film |
| Craft in the Bay                                                                          | Cardiff              | Cardiff                 | South Wales   | Art                        | Galerie d'artisanat contemporain de la Makers Guild au Pays de Galles |
| Doctor Who Exhibition Centre                                                              | Cardiff              | Cardiff                 | South Wales   | Media                      | Artefacts de la série télévisée Doctor Who |
| Firing Line: Cardiff Castle Museum of the Welsh Soldier                                   | Cardiff              | Cardiff                 | South Wales   | Militaire                  | Situé au château de Cardiff, histoire du Welch Regiment |
| The Gate                                                                                  | Roath                | Cardiff                 | South Wales   | Art                        | Centre des arts avec galerie d'exposition |
| Insole Court                                                                              | Llandaff             | Cardiff                 | South Wales   | Maison historique          | Manoir victorien |
| National Museum Cardiff                                                                   | Cardiff              | Cardiff                 | South Wales   | Multiple                   | (NMW) Art, archéologie, histoire naturelle, dinosaures, géologie, arts décoratifs |
| Norwegian Church Arts Centre                                                              | Cardiff              | Cardiff                 | South Wales   | Art                        | Centre des arts avec galerie |
| Pierhead                                                                                  | Cardiff              | Cardiff                 | South Wales   | Histoire                   | Bâtiment de la fin du XIXe siècle avec des expositions sur l'histoire galloise |
| St Fagans National History Museum                                                         | St Fagans            | Cardiff                 | South Wales   | Open air                   | (NMW) Plus de quarante bâtiments comprenant un village celtique, un manoir élisabéthain, une chapelle, une église médiévale, une école, un péage, une ferme,                                                        |
| Techniquest                                                                               | Cardiff              | Cardiff                 | South Wales   | Science                    | Expositions scientifiques pratiques |
| Third Floor Gallery                                                                       | Cardiff              | Cardiff                 | South Wales   | Photographie               | Galerie de photographies de photographies contemporaines nationales et internationales |
| Wales Millennium Centre                                                                   | Cardiff              | Cardiff                 | South Wales   | Art                        | Centre des arts de la scène avec galerie d'exposition |
| Bro Aman Heritage Room                                                                    | Ammanford            | Carmarthenshire         | South Wales   | Histoire local             | Situé dans la Ammanford Town Library |
| Carmarthenshire County Museum                                                             | Carmarthen           | Carmarthenshire         | South Wales   | Multiple                   | Histoire locale, culture, galerie d'art, mobilier, arts décoratifs, salle de classe du XIXe siècle, intérieur d'une ferme du Carmarthenshire, atelier de sabotier                                                   |
| Dolaucothi Gold Mines                                                                     | Pumsaint             | Carmarthenshire         | South Wales   | Exploitation minière       | Exploité par le National Trust, mines d'or romaines de surface et profondes |
| Dylan Thomas Boathouse                                                                    | Laugharne            | Carmarthenshire         | South Wales   | Maison historique          | Dernière maison du poète Dylan Thomas |
| Kidwelly Industrial Museum                                                                | Kidwelly             | Carmarthenshire         | South Wales   | Industrie                  | Bâtiments et équipements de l'industrie du fer-blanc |
| Museum of Speed                                                                           | Pendine              | Carmarthenshire         | South Wales   | Automobile                 | Utilisation de Pendine Sands pour les tentatives de records de vitesse au sol |
| National Coracle Centre                                                                   | Cenarth              | Carmarthenshire         | South Wales   | Maritime                   | Collection de coracles |
| National Wool Museum                                                                      | Llandysul            | Carmarthenshire         | South Wales   | Industrie                  | (NMW) Moulin à laine, galerie de textiles |
| Newton House                                                                              | Llandeilo            | Carmarthenshire         | South Wales   | Maison historique          | Exploité par le National Trust, maison datant de 1912 dans un vaste parc, à proximité des ruines du château de Dinefwr                                                                                              |
| Oriel Myrddin Gallery                                                                     | Carmarthen           | Carmarthenshire         | South Wales   | Art                        | website, galerie d'art contemporain |
| Parc Howard Museum                                                                        | Llanelli             | Carmarthenshire         | South Wales   | Multiple                   | Poterie locale, art, arts décoratifs, histoire locale |
| West Wales Museum of Childhood                                                            | Llangeler            | Carmarthenshire         | South Wales   | Jouet                      | Jouets, poupées, trains miniatures, voitures miniatures, ours en peluche, petits soldats, jouets en étain, costumes, flippers, jeux, salle de classe d'époque, articles ménagers                                    |
| Aberystwyth Arts Centre                                                                   | Aberystwyth          | Ceredigion              | Mid Wales     | Art                        | Une partie de l'Aberystwyth University, propose des galeries d'exposition pour l'art, la céramique |
| Ceredigion Museum                                                                         | Aberystwyth          | Ceredigion              | Mid Wales     | Local                      | Histoire locale, archéologie, histoire naturelle, meubles gallois, costumes, objets de l'agriculture |
| Internal Fire – Museum of Power                                                           | Tanygroes            | Ceredigion              | Mid Wales     | Technologie                | Moteurs à combustion interne et à vapeur |
| Lampeter Museum                                                                           | Lampeter             | Ceredigion              | Mid Wales     | Local                      | Expositions sur l'histoire locale dans la town library |
| Llanerchaeron                                                                             | Ciliau Aeron         | Ceredigion              | Mid Wales     | Maison historique          | Exploité par le National Trust, domaine de gentry mineur gallois du XVIIIe siècle avec laiterie, blanchisserie, brasserie, salerie, potagers murés, ferme biologique                                                |
| Llanon Cottage                                                                            | Llanon               | Ceredigion              | Mid Wales     | Maison historique          | website, chalet Tudor avec sous chapelle originale en corde de paille |
| Llywernog Silver-Lead Mine                                                                | Ponterwyd            | Ceredigion              | Mid Wales     | Exploitation minière       | website, mine d'argent du XVIIIe siècle, bâtiments, équipement, tramways |
| New Quay Heritage Centre                                                                  | New Quay             | Ceredigion              | Mid Wales     | Local                      | website, expositions d'histoire locale |
| School of Art Gallery and Museum at Aberystwyth University                                | Aberystwyth          | Ceredigion              | Mid Wales     | Art                        | website, beaux-arts, photographie, estampes et dessins, artisanat et arts décoratifs |
| Strata Florida Abbey                                                                      | Pontrhydfendigaid    | Ceredigion              | Mid Wales     | Archéologie                | Vestiges d'une abbaye médiévale cistérienne |
| Tregaron Kite Centre and Museum                                                           | Tregaron             | Ceredigion              | Mid Wales     | Histoire naturelle         | website, Milan royal et autres oiseaux de la région, tourbière de Tregaron, histoire locale, salle de classe victorienn                                                                                             |
| Welsh Quilt Centre                                                                        | Lampeter             | Ceredigion              | Mid Wales     | Art                        | website, courtepointes et expositions de textiles |
| Aberconwy House                                                                           | Conwy                | Conwy                   | North Wales   | Maison historique          | website, géré par le National Trust, maison de commerce médiévale avec des salles de différentes époques |
| Château de Conwy                                                                          | Conwy                | Conwy                   | North Wales   | Maison historique          | Château médiéval |
| Conwy Mussel Museum                                                                       | Conwy                | Conwy                   | North Wales   | Maritime                   | website, Pêche à la perle |
| Conwy Suspension Bridge                                                                   | Conwy                | Conwy                   | North Wales   | Technologie                | géré par le National Trust, version de 1826 du Menai Suspension Bridge, aujourd'hui passerelle piétonne, bâtiment de péage datant des années 1890                                                                   |
| Conwy Valley Railway Museum                                                               | Betws-y-Coed         | Conwy                   | North Wales   | Rail                       | Matériel de chemin de fer, trains miniatures et modèles réduits, souvenirs |
| Home Front Experience                                                                     | Llandudno            | Conwy                   | North Wales   | Living                     | website, la vie en Grande-Bretagne pendant la seconde guerre mondiale |
| Llandudno Museum                                                                          | Llandudno            | Conwy                   | North Wales   | Local                      | website, histoire locale, culture, mines de cuivre, cuisine galloise, art |
| Mostyn                                                                                    | Llandudno            | Conwy                   | North Wales   | Art                        | Galerie d'art contemporain |
| New York Cottages                                                                         | Penmaenmawr          | Conwy                   | North Wales   | Maison historique          | website, maison des carrières des années 1840 , histoire locale, industrie |
| Plas Mawr                                                                                 | Conwy                | Conwy                   | North Wales   | Maison historique          | Maison de ville élisabéthaine du XVIe siècle |
| Royal Cambrian Academy of Art                                                             | Conwy                | Conwy                   | North Wales   | Art                        | Héberge 8 à 10 expositions par an |
| Sir Henry Jones Museum                                                                    | Llangernyw           | Conwy                   | North Wales   | Maison historique          | website, maison d'enfance victorienne du philosophe et universitaire Sir Henry Jones |
| Smallest House in Great Britain                                                           | Conwy                | Conwy                   | North Wales   | Maison historique          | Maison du XVIe siècle mesurant 3,05 mètres sur 1,8 mètre (10 pieds sur 6 pieds) |
| Tŷ Mawr Wybrnant                                                                          | Penmachno            | Conwy                   | North Wales   | Maison historique          | Exploité par le National Trust, ferme en pierre du XVIe siècle, lieu de naissance de Mgr William Morgan, premier traducteur de la Bible en gallois, collection de bibles                                            |
| Château de Bodelwyddan                                                                    | Bodelwyddan          | Denbighshire            | North Wales   | Multiple                   | Maison historique avec salles d'époque victorienne, expositions d'art de la National Portrait Gallery, jardins, parc                                                                                                |
| Llangollen Motor Museum                                                                   | Llangollen           | Denbighshire            | North Wales   | Automobile                 | Voitures, motos, souvenirs et artefacts |
| Llangollen Museum                                                                         | Llangollen           | Denbighshire            | North Wales   | Local                      | website, histoire locale, culture |
| Nantclwyd y Dre                                                                           | Ruthin               | Denbighshire            | North Wales   | Maison historique          | Maison à colombages du XVe siècle avec des pièces de différentes époques jusqu'aux années 1940 |
| Plas Newydd                                                                               | Llangollen           | Denbighshire            | North Wales   | Maison historique          | Maison de campagne gothique de la fin du XVIIIe siècle |
| Rhyl Miniature Railway                                                                    | Rhyl                 | Denbighshire            | North Wales   | Rail                       | Chemin de fer miniature et musée |
| Rhyl Museum                                                                               | Rhyl                 | Denbighshire            | North Wales   | Local                      | website, histoire locale, culture |
| Ruthin Gaol                                                                               | Ruthin               | Denbighshire            | North Wales   | Prison                     | Prison victorienne du XIXe siècle datant du XVIIe siècle |
| Ruthin Craft Centre                                                                       | Ruthin               | Denbighshire            | North Wales   | Art                        | Centre d'artisanat contemporain avec galeries d'exposition, ateliers d'artistes, galerie de vente au détail, ateliers d'éducation et de résidence                                                                   |
| Wireless in Wales Museum                                                                  | Denbigh              | Denbighshire            | North Wales   | Radio sans-fil             | website, collection de radios et d'informations, présentant des séries très anciennes et rares datant des années 1920 aux années 1960                                                                               |
| Greenfield Valley Heritage Park                                                           | Holywell             | Flintshire              | North Wales   | Industrie                  | Parc en plein air avec un musée de la ferme, anciennes usines de fabrication de coton, articles en laiton, feuilles de cuivre, fil de fer                                                                           |
| Mold Library, Museum and Gallery                                                          | Mold                 | Flintshire              | North Wales   | Local                      | website, histoire locale, auteur Daniel Owen |
| St Winefride's Well                                                                       | Holywell             | Flintshire              | North Wales   | Religions                  | Sanctuaire avec musée sur son histoire |
| Bocs                                                                                      | Caernarfon           | Gwynedd                 | North Wales   | Art                        | website, Centre des industries créatives pour jeunes artistes, galerie d'art |
| Cae'r Gors                                                                                | Rhosgadfan           | Gwynedd                 | North Wales   | Littérature                | website, lieu de naissance de l'auteur Kate Roberts |
| Caernarfon Airworld Museum                                                                | Caernarfon           | Gwynedd                 | North Wales   | Aviation                   | website, collection d'avions retraités, histoire du sauvetage en montagne, situés à l'aéroport de Caernarfon, l'aérodrome de l'ancienne RAF Llandwrog                                                               |
| Château de Caernarfon                                                                     | Caernarfon           | Gwynedd                 | North Wales   | Maison historique          | Le château fort médiéval, site d'investiture du Prince de Galles, abrite le Royal Welch Fusiliers Museum |
| Lasynys Fawr                                                                              | Harlech              | Gwynedd                 | North Wales   | Maison historique          | website, maison du poète Ellis Wynne restaurée du XVe siècle |
| Llechwedd Slate Caverns                                                                   | Blaenau Ffestiniog   | Gwynedd                 | North Wales   | Exploitation minière       | Carrière et tramway |
| Lloyd George Museum                                                                       | Llanystumdwy         | Gwynedd                 | North Wales   | Maison historique          | Maison de la fin du XIXe siècle du Premier ministre britannique David Lloyd George |
| Narrow Gauge Railway Museum                                                               | Tywyn                | Gwynedd                 | North Wales   | Rail                       | Locomotives et artefacts de plus de 80 chemins de fer britanniques à voie étroite |
| National Slate Museum                                                                     | Llanberis            | Gwynedd                 | North Wales   | Industrie                  | (NMW) Anciennement du Welsh Slate Museum, ancienne carrière d’ardoise |
| Oriel Pendeitsh                                                                           | Caernarfon           | Gwynedd                 | North Wales   | Art                        | website, espace d'exposition |
| Oriel Plas Glyn-y-Weddw                                                                   | Pwllheli             | Gwynedd                 | North Wales   | Art                        | website, galerie d'art |
| Château de Penrhyn                                                                        | Llandygai            | Gwynedd                 | North Wales   | Maison historique          | Château fantastique du XIXe siècle, géré par le National Trust |
| Penrhyn Castle Railway Museum                                                             | Llandygai            | Gwynedd                 | North Wales   | Rail                       | Locomotives ferroviaires industrielles |
| Porthmadog Maritime Museum                                                                | Porthmadog           | Gwynedd                 | North Wales   | Maritime                   | website, les goélettes construites dans la ville et les hommes qui y ont navigué |
| Quaker Heritage Centre                                                                    | Dolgellau            | Gwynedd                 | North Wales   | Religions                  | Histoire de la communauté Quaker locale qui ont ensuite émigré en Pennsylvanie |
| Royal Welch Fusiliers Museum                                                              | Caernarfon           | Gwynedd                 | North Wales   | Militaire                  | Situé au château de Caernarfon, uniformes de régiment, armes, souvenirs |
| Segontium                                                                                 | Caernarfon           | Gwynedd                 | North Wales   | Archéologie                | Fort romain excavé et centre d'accueil avec des artefacts |
| Sygun Copper Mine                                                                         | Beddgelert           | Gwynedd                 | North Wales   | Exploitation minière       | Visites souterraines de la mine de cuivre victorienne |
| Storiel                                                                                   | Bangor               | Gwynedd                 | North Wales   | Multiple                   | website, histoire locale, art, culture, meubles gallois, costumes, archéologie, anciennement Musée et galerie d'art de Gwynedd                                                                                      |
| Tŷ Siamas                                                                                 | Dolgellau            | Gwynedd                 | North Wales   | Musique                    | Centre national de musique folklorique galloise |
| Château de Cyfarthfa                                                                      | Merthyr Tydfil       | Merthyr Tydfil          | South Wales   | Multiple                   | Histoire locale et sociale, art, arts décoratifs |
| Joseph Parry's Cottage                                                                    | Merthyr Tydfil       | Merthyr Tydfil          | South Wales   | Maison historique          | website, maison du ferronnier et lieu de naissance du compositeur Joseph Parry |
| Abergavenny Museum                                                                        | Abergavenny          | Monmouthshire           | South Wales   | Local                      | Histoire locale, culture, magasin de sellerie d' époque , cuisine de ferme victorienne, épicerie des années 1930, expositions d'art changeantes d'art, d'histoire et de culture                                     |
| Château de Caldicot                                                                       | Caldicot             | Monmouthshire           | South Wales   | Maison historique          | Château médiéval avec mobilier victorien et local history de l'histoire locale |
| Chepstow Museum                                                                           | Chepstow             | Monmouthshire           | South Wales   | Local                      | Histoire locale |
| Monmouth Museum                                                                           | Monmouth             | Monmouthshire           | South Wales   | Biographie                 | Comprend l’ancien musée Nelson sur l’amiral Horatio Nelson, l’histoire locale, |
| Monmouth Regimental Museum                                                                | Monmouth             | Monmouthshire           | South Wales   | Militaire                  | Histoire du Royal Monmouthshire Royal Engineers |
| Priory Church of St Mary                                                                  | Abergavenny          | Monmouthshire           | South Wales   | Religions                  | Exhibits in the tithe barn sur le prieuré, tapisserie de 24 pieds de l'histoire de la ville |
| Usk Rural Life Museum                                                                     | Usk                  | Monmouthshire           | South Wales   | Agriculture                | website, outils agricoles, équipement, modèles réduits de véhicules tirés par des chevaux , chariots à maïs , présentoirs de ménage et commerce d'époque                                                            |
| Cefn Coed Colliery Museum                                                                 | Crynant              | Neath Port Talbot       | South Wales   | Exploitation minière       | Ancienne mine de charbon avec bâtiments, équipements, tramway |
| Margam Stones Museum                                                                      | Margam               | Neath Port Talbot       | South Wales   | Religions                  | Opéré par Cadw, pierres gravé et de croix pré-romanes, romaines et celtiques |
| South Wales Miners' Museum                                                                | Cymmer               | Neath Port Talbot       | South Wales   | Exploitation minière       | Ancienne mine de charbon avec bâtiments, équipement, maison de mineurs, écurie, forgeron |
| Welsh Museum of Fire                                                                      | Skewen               | Neath Port Talbot       | South Wales   | Lutte contre les incendies | website, voitures de pompiers, équipement, souvenirs, ouvert sur rendez-vous |
| Fourteen Locks Canal and Heritage Centre                                                  | Newport              | Newport                 | South Wales   | Transport                  | Patrimoine du Monmouthshire and Brecon Canal |
| National Roman Legion Museum                                                              | Caerleon             | Newport                 | South Wales   | Archéologie                | (NMW) Artéfacts et fouilles de la forteresse et de la légion romaine et d'autres sites romains au pays de Galles |
| Isca Augusta amphitheatre, barracks, fortress walls and Caerleon Roman Fortress and Baths | Caerleon             | Newport                 | South Wales   | Archéologie                | Artefacts et fouilles de la forteresse et de la colonie de la Légion romaine, opérés par Cadw |
| Newport Museum and Art Gallery                                                            | Newport              | Newport                 | South Wales   | Multiple                   | Histoire locale, galerie d'art, histoire et archéologie locales romaines, histoire naturelle, histoire sociale, industrie                                                                                           |
| Newport Ship                                                                              | Newport              | Newport                 | South Wales   | Maritime                   | Voilier du XVe siècle en cours de restauration, vu les portes ouvertes |
| Newport Transporter Bridge Visitor Centre                                                 | Newport              | Newport                 | South Wales   | Transport                  | Histoire et construction du pont et des autres Pont transbordeur |
| Riverfront Arts Centre                                                                    | Newport              | Newport                 | South Wales   | Art                        | Centre des arts avec galerie |
| Tredegar House                                                                            | Newport              | Newport                 | South Wales   | Maison historique          | Maison de campagne de Charles II du XVIIe siècle, gérée par le National Trust |
| Château de Carew                                                                          | Carew                | Pembrokeshire           | South Wales   | Multiple                   | Vestiges d'un château médiéval et moulin à marée du XIXe siècle |
| Carew Cheriton Control Tower                                                              | Carew                | Pembrokeshire           | South Wales   | Militaire                  | Histoire de la RAF Carew Cheriton y compris la tour de contrôle de la RAF datant de la Seconde Guerre mondiale, l’aéronef Avro Anson et un abri anti-raid aérien                                                    |
| Castell Henllys                                                                           | Crymych              | Pembrokeshire           | South Wales   | Open air                   | Fort de l' âge du fer reconstruit |
| Fleets to Flying Boat Centre                                                              | Pembroke Dock        | Pembrokeshire           | South Wales   | Multiple                   | website, hydravion Sunderland, zone historique de la Seconde Guerre mondiale |
| Haverfordwest Town Museum                                                                 | Haverfordwest        | Pembrokeshire           | South Wales   | Local                      | Histoire locale, industrie, artefacts fabriqués au château de Haverfordwest |
| Milford Haven Museum                                                                      | Milford Haven        | Pembrokeshire           | South Wales   | Local                      | Histoire locale, histoire maritime, industries, chemins de fer |
| Narberth Museum                                                                           | Narberth             | Pembrokeshire           | South Wales   | Local                      | website, histoire locale, culture |
| Oriel y Parc                                                                              | St Davids            | Pembrokeshire           | South Wales   | Art                        | website, galerie d'art, l'accent est mis sur les paysages du Pembrokeshire, abrite le centre d'accueil du Pembrokeshire Coast National Park                                                                         |
| Pembrock Dock Heritage Centre                                                             | Pembroke Dock        | Pembrokeshire           | South Wales   | Multiple                   | website, situé dans une tour Martello, histoire locale, histoire militaire et maritime |
| Pembrokeshire Motor Museum                                                                | Simpson Cross        | Pembrokeshire           | South Wales   | Automobile                 | Voitures anciennes, actuellement fermées |
| Penrhos Cottage                                                                           | Maenclochog          | Pembrokeshire           | South Wales   | Maison historique          | Ouvert sur rendez-vous, petit cottage du début du XIXe siècle |
| Château de Picton                                                                         | Haverfordwest        | Pembrokeshire           | South Wales   | Maison historique          | Château médiéval, galerie d'art, jardins |
| Scolton Manor                                                                             | Haverfordwest        | Pembrokeshire           | South Wales   | Multiple                   | Manoir victorien avec des salles d'époque, expositions sur l'histoire locale, l'agriculture, la vie rurale, les chemins de fer, l'industrie, la science                                                             |
| Techniquest                                                                               | Narberth             | Pembrokeshire           | South Wales   | Science                    | |
| Tenby Museum and Art Gallery                                                              | Tenby                | Pembrokeshire           | South Wales   | Multiple                   | Histoire locale, art, histoire naturelle, géologie, archéologie, patrimoine maritime |
| Tudor Merchant's House                                                                    | Tenby                | Pembrokeshire           | Galles du Sud | Maison historique          | Exploité par le National Trust, maison d'époque Tudor datant de la fin du XVe siècle |
| Abbey-Cwm-Hir Hall                                                                        | Llandrindod Wells    | Powys                   | Mid Wales     | Maison historique          | Maison de campagne néo-élisabéthaine du XIXe siècle, jardins |
| Andrew Logan Museum of Sculpture                                                          | Berriew              | Powys                   | Mid Wales     | Art                        | website, œuvres de Andrew Logan |
| Brecon Cathedral Heritage Centre                                                          | Brecon               | Powys                   | Mid Wales     | Religions                  | Situé dans une Grange dîmière du XVIIe siècle, histoire de la cathédrale |
| Brecknock Museum & Art Gallery                                                            | Brecon               | Powys                   | Mid Wales     | Multiple                   | Histoire locale, culture, archéologie, vie rurale, galerie d'art |
| Centre for Alternative Technology                                                         | Machynlleth          | Powys                   | Mid Wales     | Science                    | Expositions sur les technologies alternatives, la vie durable, l'environnement |
| Howell Harris Museum                                                                      | Aberhonddu           | Powys                   | Mid Wales     | Religions                  | Vie du leader méthodiste du XVIIIe siècle Howell Harris, connu sous le nom de Trefeca |
| Judge's Lodging Museum                                                                    | Presteigne           | Powys                   | Mid Wales     | Maison historique          | website, maison d'époque des années 1870 avec appartements du juge restaurés, quartiers des domestiques et salle d'audience                                                                                         |
| Llanidloes Museum                                                                         | Llanidloes           | Powys                   | Mid Wales     | Local                      | website, histoire locale, industrie, salles de l'époque victorienne, histoire naturelle |
| Mid Wales Arts Centre                                                                     | Caersws              | Powys                   | Mid Wales     | Art                        | website, comprend une collection d'œuvres de Stefan Knapp |
| Minerva Arts Centre                                                                       | Llanidloes           | Powys                   | Mid Wales     | Art                        | website, expositions de courtepointes et textiles de la Quilt Association |
| MOMA, Wales                                                                               | Machynlleth          | Powys                   | Mid Wales     | Art                        | Expositions d'art contemporain |
| National Cycle Museum                                                                     | Llandrindod Wells    | Powys                   | Mid Wales     | Transport                  | Comprend plus de 260 vélos |
| Newtown Textile Museum                                                                    | Newtown              | Powys                   | Mid Wales     | Industrie                  | website, atelier typique de tissage à la main du début du XIXe siècle, ouvert aux occasions spéciales |
| The Old Bell Museum                                                                       | Montgomery           | Powys                   | Mid Wales     | Histoire local             | Installé dans une auberge du XVIe siècle |
| Oriel Davies Gallery                                                                      | Newtown              | Powys                   | Mid Wales     | Art                        | website, art contemporain et artisanat |
| Owain Glyndwr Centre                                                                      | Machynlleth          | Powys                   | Mid Wales     | Biographie                 | Histoire d'Owain Glyndŵr, dirigeant gallois du XIVe siècle et dernier ressortissant gallois à détenir le titre de prince de Galles                                                                                  |
| Château de Powis                                                                          | Welshpool            | Powys                   | Mid Wales     | Maison historique          | Exploité par le National Trust, château avec peintures, sculptures, meubles, tapisseries, musée d'objets du XVIIIe siècle venus d'Inde, jardins                                                                     |
| Powysland Museum                                                                          | Welshpool            | Powys                   | Mid Wales     | Local                      | website, histoire locale, culture, agriculture, archéologie, armée |
| Radnorshire Museum                                                                        | Llandrindod Wells    | Powys                   | Mid Wales     | Local                      | website, histoire locale, archéologie, histoire naturelle, y compris les fossiles, histoire sociale de l'ancien comté de Radnorshire                                                                                |
| Rhayader Museum & Gallery                                                                 | Rhayader             | Powys                   | Mid Wales     | Local                      | website |
| Robert Owen Museum                                                                        | Newtown              | Powys                   | Mid Wales     | Biographie                 | website, le réformateur social Robert Owen |
| Regimental Museum of The Royal Welsh                                                      | Brecon               | Powys                   | Mid Wales     | Militaire                  | Uniformes, armes, médailles et artefacts du South Wales Borderers (24th Foot) est du Welch Regiment (41st/69th Foot)                                                                                                |
| Thomas Shop Museum                                                                        | Penybont             | Powys                   | Mid Wales     | Histoire                   | website, magasin général de 1805 |
| Tretower Court                                                                            | Crickhowell          | Powys                   | Mid Wales     | Maison historique          | Manoir fortifié médiéval non meublé |
| W H Smith Museum                                                                          | Newtown              | Powys                   | Mid Wales     | Histoire                   | Emplacement original de la chaîne de libraires WH Smith, boutique d'époque |
| Nantgarw Chinaworks Museum                                                                | Nantgarw             | Rhondda Cynon Taf       | South Wales   | Industrie                  | Histoire de la Nantgarw Pottery |
| Rhondda Heritage Park                                                                     | Trehafod             | Rhondda Cynon Taf       | South Wales   | Exploitation minière       | Ancienne mine de charbon |
| 1940s Swansea Bay                                                                         | Swansea              | Swansea                 | South Wales   | Militaire                  | website, la vie militaire et civile à Swansea pendant la Seconde Guerre mondiale |
| Dylan Thomas Centre                                                                       | Swansea              | Swansea                 | South Wales   | Biographie                 | Expositions de l'auteur Dylan Thomas |
| Egypt Centre Museum of Egyptian Antiquities                                               | Swansea              | Swansea                 | South Wales   | Archéologie                | Une partie de l'Swansea University, des artefacts d'Égypte anciennes |
| Gower Heritage Centre                                                                     | Parkmill             | Swansea                 | South Wales   | Open air                   | Comprend une scierie et une scierie alimentées à l’eau du XIIe siècle, une fabrique de laine restaurée, des expositions extérieures sur l’agriculture et la culture anciennes, un forgeron, un potier et une ferme. |
| Glynn Vivian Art Gallery                                                                  | Swansea              | Swansea                 | South Wales   | Art                        | Comprend des œuvres de maîtres anciens, de l'art contemporain, de la porcelaine et de la porcelaine de Swansea |
| Mission Gallery                                                                           | Swansea              | Swansea                 | South Wales   | Art                        | Expositions d'arts visuels, arts appliqués et artisanat |
| National Waterfront Museum                                                                | Swansea              | Swansea                 | South Wales   | Multiple                   | (NMW) patrimoine industriel et maritime gallois, histoire sociale, technologie, science |
| Swansea Museum                                                                            | Swansea              | Swansea                 | South Wales   | Multiple                   | Trois lieux principaux présentant des expositions sur l'histoire et la culture de la ville, des bateaux et des artefacts maritimes, des tramways et des souvenirs                                                   |
| Taliesin Arts Centre                                                                      | Swansea              | Swansea                 | South Wales   | Art                        | Partie de l'Swansea University, comprend la Oriel Ceri Richards Gallery |
| Big Pit National Coal Museum                                                              | Blaenavon            | Torfaen                 | South Wales   | Industrie                  | (NMW), ancienne mine de charbon, visite souterraine, équipement, bâtiments |
| Blaenavon Ironworks                                                                       | Blaenavon            | Torfaen                 | South Wales   | Industrie                  | Ancienne usine sidérurgique, vestiges de cinq anciens hauts fourneaux, logements de travailleurs restaurés de la fin du XVIIIe siècle à Stack Square                                                                |
| Llantarnam Grange Arts Centre                                                             | Cwmbran              | Torfaen                 | South Wales   | Art                        | Expositions d'art appliqué et visuel |
| Pontypool Museum                                                                          | Pontypool            | Torfaen                 | South Wales   | Local                      | Histoire locale, art, vie domestique, culture, art japonais et arts décoratifs |
| Art Central                                                                               | Barry                | Vale of Glamorgan       | South Wales   | Art                        | website, galerie d'art communautaire de l'old town hall |
| Cosmeston Medieval Village                                                                | Lavernock            | Vale of Glamorgan       | South Wales   | Living                     | Village paysan du XIVe siècle recréé |
| Cowbridge Museum                                                                          | Cowbridge            | Vale of Glamorgan       | South Wales   | Prison                     | information, situé à Cowbridge Town Hall, prison, hôtel de ville et musée d'histoire locale du début du XIXe siècle                                                                                                 |
| Château de Fonmon                                                                         | Rhoose               | Vale of Glamorgan       | South Wales   | Maison historique          | Château et maison médiévale |
| Nash Point Lighthouse                                                                     | Nash Point           | Vale of Glamorgan       | South Wales   | Maritime                   | Visites de phares |
| Oriel Washington Gallery                                                                  | Penarth              | Vale of Glamorgan       | South Wales   | Art                        | website, galerie d'art contemporain |
| Penarth Pier Pavilion                                                                     | Penarth              | Vale of Glamorgan       | South Wales   | Art                        | Accueille des expositions d'art, de photographie et d'artisanat |
| Turner House Gallery                                                                      | Penarth              | Vale of Glamorgan       | South Wales   | Art                        | Espace d'exposition pour Ffotogallery, l'agence nationale de développement de la photographie pour le Pays de Galles, expositions de photographies, de vidéos et de supports numériques                             |
| Bersham Colliery Mining Museum                                                            | Rhostyllen           | Wrexham                 | North Wales   | Industrie                  | website, ancien bassin houiller avec coiffe, équipement, vie de famille de mineurs |
| Château de Chirk                                                                          | Bersham              | Wrexham                 | North Wales   | Maison historique          | Exploité par le National Trust, forteresse médiévale avec salles de réception, tours et donjons, jardins |
| Erddig                                                                                    | Wrexham              | Wrexham                 | North Wales   | Maison historique          | Exploité par le National Trust, maison de campagne du début du XVIIIe siècle reflétant la vie à l'étage d'une famille de la gentry âgés de plus de 250 ans, dépendances, jardin, parc paysager                      |
| Minera Lead Mines                                                                         | Minera               | Wrexham                 | North Wales   | Industrie                  | Ancienne mine de plomb, équipement, vie de famille de mineurs |
| Nant Mill Visitor Centre                                                                  | Wrexham              | Wrexham                 | North Wales   | Histoire naturelle         | Situé dans un ancien moulin à maïs à Nant Mill Country Park |
| Oriel Wrecsam                                                                             | Wrexham              | Wrexham                 | North Wales   | Art                        | website, anciennement le Wrexham Arts Centre |
| Techniquest Glyndŵr                                                                       | Wrexham              | Wrexham                 | North Wales   | Science                    | Expositions scientifiques pratiques |
| Wrexham County Borough Museum                                                             | Wrexham              | Wrexham                 | North Wales   | Local                      | website, histoire locale, culture |

## Musées fermés
- Bersham Heritage Centre[11]
- Cae Dai 50s Museum, Denbigh, website, détruit par un incendie en 2009
- Celtica[12], Machynlleth, Powys
- Griffithstown Railway Museum, Pontypool, fermé par le propriétaire en 2011
- Llanrwst Almshouse Museum, Llanrwst, fermé en 2011[13],[14]
- Museum of Childhood Memories, Beaumaris[15]